# Monique Jansen
Liesbeth Monique (Monique) Jansen (Harderwijk, 3 oktober 1978) is een voormalige Nederlandse atlete, die was gespecialiseerd in het discuswerpen. Ze was zevenvoudig Nederlands kampioene in deze discipline en nam eenmaal deel aan de Olympische Spelen. Op de Nederlandse ranglijst aller tijden staat zij met haar beste worp van 62,22 m uit 2011 nog altijd op de vijfde plaats (peildatum september 2023).

## Biografie

### Begin loopbaan en eerste titels
In haar jeugd zat Jansen op het Christelijk College Nassau-Veluwe in Harderwijk. In 2005 studeerde ze af in de scheikunde aan de Universiteit van Utrecht. In 2006 startte ze haar maatschappelijke carrière als docente wis- en scheikunde op de Werkplaats Kindergemeenschap Kees Boeke te Bilthoven.
In 2003, 2004 en 2005 won Monique Jansen op de NK zilver, maar op de NK van 2006 werd ze voor het eerst kampioene discuswerpen met 49,79 m. Op 1 juli 2007 prolongeerde ze haar Nederlandse titel met een worp van 54,10. Ze versloeg hiermee Loes Verlaak (50,40) en Melissa Boekelman (48,09). Dat jaar regen de verbeteringen van haar persoonlijk record zich aaneen, met als beste prestatie 56,81 op 17 juni in Krommenie.
In 2008 bleek haar gemiddelde niveau wederom gestegen, uitmondend in een persoonlijk record van 58,13 op 14 juni tijdens de wedstrijden om de Gouden Spike in Leiden. Vervolgens bleek enkele weken later op de NK het podium van het jaar ervoor exact hetzelfde; Monique won met een afstand van 57,89. Ze verbeterde bijna haar persoonlijk record van 58,13, terwijl er een ongunstige meewind stond.
Op 17 juli 2008 verbeterde ze in Loughborough haar persoonlijk record tot 58,98 m.

### Stage in VS
In april 2009 verbleef Jansen enige tijd in de Verenigde Staten. Samen met Rutger Smith en Erik Cadée en onder leiding van bondscoach Gert Damkat was zij naar het Californische San Diego getogen, teneinde daar enkele weken samen te werken met onder meer olympisch kampioen Gerd Kanter. De bedoeling was een trainingsstage, met hieraan gekoppeld deelname aan een aantal werpwedstrijden in de Verenigde Staten. Dit alles in het kader van een optimale voorbereiding op het op het punt van beginnen staande buitenseizoen, culminerend in kwalificatie en deelname aan de wereldkampioenschappen in Berlijn in augustus. Hoewel het een nuttige ervaring bleek voor de Amersfoortse, en ze bij een wedstrijd in Chula Vista haar persoonlijke record van 58,98 van het jaar ervoor nota bene evenaarde, bleek ze hiermee voor dat jaar tevens de grens van haar kunnen te hebben bereikt. De WK-limiet van 60 meter, waar zij nog slechts een meter onder zat, kwam er die zomer niet uit en na in augustus in het Olympisch Stadion in Amsterdam haar vierde nationale titel op rij te hebben opgehaald in 58,97, was uitzending naar Berlijn definitief van de baan.

### EK 2010
De stage in Amerika in 2009 was zo goed bevallen, dat Monique Jansen samen met Erik Cadée in april 2010 ter voorbereiding op het seizoen opnieuw naar Californië ging. En met succes. Bij de eerste de beste wedstrijd en op dezelfde plek, Chula Vista, waar ze een jaar eerder haar PR evenaarde, kwam zij nu tot 60,07. Hiermee tilde zij zichzelf niet alleen voor het eerst in haar loopbaan over de 60 metergrens heen, maar kwalificeerde ze zich ook direct voor de Europese kampioenschappen in Barcelona. Triest genoeg moest Jansen, na nog weer een goede wedstrijd met 59,66 als resultaat, haar stage daarna afbreken, omdat zij intussen het bericht had ontvangen, dat haar vader was overleden.
Op de EK in Barcelona wist Jansen haar vorm van Amerika niet te bereiken; met een beste worp van 56,29 werd zij negende in de finale, nadat zij in de kwalificatieronde 57,75 had laten opmeten.

### Beste prestatie ooit
Evenals in de twee voorafgaande jaren verbleef Monique Jansen in 2011 opnieuw een aantal weken in de Verenigde Staten. Ook al had ze het jaar ervoor haar stage vroegtijdig moeten afbreken vanwege het overlijden van haar vader, in Chula Vista was ze steeds tot aansprekende prestaties gekomen en ook ditmaal slaagde zij hierin. Had ze er in 2010 voor het eerst over de 60 meter geworpen, nu kwam zij er op 28 april tot 62,22. Het betekende niet alleen opnieuw een PR, ze kwalificeerde zich er ook mee voor de WK in Daegu. Later, aan het einde van haar carrière zou blijken, dat dit zelfs de beste prestatie was die zij met de discus ooit leverde.
Na op de NK in Amsterdam haar zesde nationale titel te hebben veroverd met eveneens een worp over de 60 meter: 60,75, toog Jansen naar Daegu, waar ze echter een forse tegenslag moest incasseren. In de kwalificatieronde kwam ze niet verder dan 58,23 en daarmee haalde ze de finale niet. "Ik kon het ritme niet vinden", aldus de teleurgestelde atlete. De enige verklaring die ze onmiddellijk na de finale kon vinden was dat ze de laatste trainingen in de regen had moeten afwerken. "En dan gaat het toch even anders."

### OS 2012
Op de Olympische Spelen van 2012 in Londen sneuvelde ze in de kwalificatieronde met een beste poging van 57,50. In haar andere twee pogingen legde ze de discus op 55,65 en 56,04 meter neer, waarmee zij als 31e van de 34 deelnemers eindigde. Om in de finale te geraken was een worp van 62,47 nodig geweest. Na afloop gaf ze te kennen: "Ik had er wel graag dichter bij willen zitten. Het belangrijkste probleem in de voorbereiding was dat ik last kreeg van mijn schildklier. De medicatie is nu goed ingesteld, maar ik mis de fitheid, in de training en in de wedstrijd."
Eerder dat jaar had Monique Jansen voor de tweede keer in haar carrière de Gouden Spike veroverd met 59,96 (wat later haar beste jaarprestatie zou blijken te zijn), was zij voor de zevende keer Nederlands discuskampioene geworden en had zij op de EK in Helsinki de finale gehaald, waarin zij met een beste worp van 57,03 elfde werd. Net als twee jaar eerder in Barcelona produceerde zij in de kwalificatieronde haar beste worp van het toernooi (57,12).  

### Einde sportloopbaan
Na de Spelen kondigde Jansen aan dat zij een punt zette achter haar topsportcarrière.
Monique Jansen was aangesloten bij atletiekvereniging Altis in Amersfoort, na eerder lid te zijn geweest van AV Athlos in Harderwijk, Hellas Utrecht, AAC Amsterdam en opnieuw Hellas.

## Nederlandse kampioenschappen
| Onderdeel    | Jaar                                     |
| ------------ | ---------------------------------------- |
| discuswerpen | 2006, 2007, 2008, 2009, 2010, 2011, 2012 |

## Persoonlijke records
Outdoor
| Onderdeel    | Prestatie | Datum         | Plaats      |
| ------------ | --------- | ------------- | ----------- |
| kogelstoten  | 15,51 m   | 17 juni 2012  | Amsterdam   |
| discuswerpen | 62,22 m   | 28 april 2011 | Chula Vista |

Indoor
| Onderdeel    | Prestatie | Datum            | Plaats    |
| ------------ | --------- | ---------------- | --------- |
| kogelstoten  | 15,47 m   | 26 februari 2012 | Apeldoorn |
| discuswerpen | 56,01 m   | 27 maart 2010    | Växjö     |

## Prestatieontwikkeling

#### discuswerpen
- 2000: 46,82 m
- 2001: 48,78 m
- 2002: 50,31 m
- 2003: 50,67 m
- 2004: 51,26 m
- 2005: 51,91 m
- 2006: 51,43 m
- 2007: 56,81 m
- 2008: 58,98 m
- 2009: 58,98 m
- 2010: 60,29 m
- 2011: 62,22 m
- 2012: 59,96 m

## Palmares

### discuswerpen
- 2000: 4e NK - 44,14 m
- 2001: 5e NK - 46,25 m
- 2002: 4e NK - 46,24 m
- 2003:  NK - 48,21 m
- 2004:  NK - 49,33 m
- 2005: 5e Europacup B in Leiria - 51,32 m
- 2005:  NK - 49,27 m
- 2006:  NK - 49,79 m
- 2007:  NK - 54,10 m
- 2007: 7e Europacup B in Thessaloniki - 49,57 m
- 2008:  NK - 57,89 m
- 2009:  NK - 58,97 m
- 2010:  NK - 57,45 m
- 2010: 9e EK - 56,29 m (in kwal. 57,75 m)
- 2011: 7e European Cup Winter Throwing - 54,91 m
- 2011:  Gouden Spike - 60,27 m
- 2011:  NK - 60,75 m
- 2011: 7e in kwal. WK - 58,23 m
- 2012:  Flynth Recordwedstrijden te Hoorn - 57,72 m
- 2012:  Gouden Spike - 59,96 m
- 2012:  NK - 59,27 m
- 2012: 11e EK - 57,03 m (in kwal. 57,12 m)
- 2012: 15e in kwal. OS - 57,50 m

### kogelstoten
- 1999: 6e NK - 13,14 m
- 2000: 5e NK indoor - 12,75 m
- 2000: 6e NK - 13,04 m
- 2001: 4e NK indoor - 14,33 m
- 2001: 8e NK - 12,97 m
- 2002: 5e NK indoor - 13,05 m
- 2004:  NK indoor - 14,33 m
- 2004: 4e NK - 14,06 m
- 2007: 5e NK - 14,16 m
- 2008: 4e NK indoor - 14,72 m
- 2008: 6e NK - 14,42 m
- 2011:  NK indoor – 15,20 m
- 2011: 5e NK - 14,87 m
- 2012:  NK indoor – 15,47 m
- 2012:  NK - 15,51 m